# Exopalicus
Exopalicus is een geslacht van kreeftachtigen uit de klasse van de Malacostraca (hogere kreeftachtigen).

## Soorten
- Exopalicus maculatus (Edmondson, 1930)